# Laïd Bessou
Laïd Bessou (in arabo لعيد بيسو‎?; Sétif, 5 febbraio 1976) è un ex siepista algerino.

## Biografia
Ha vinto la medaglia d'argento nei 3000 m siepi ai campionati africani del 2000 disputatisi ad Algeri. Lo stesso anno ha partecipato ai Giochi olimpici di Sydney 2000 gareggiando sulla stessa distanza dove è giunto undicesimo.

## Palmarès
| Anno | Manifestazione      | Sede   | Evento       | Risultato | Prestazione | Note  |
| ---- | ------------------- | ------ | ------------ | --------- | ----------- | ----- |
| 2000 | Campionati africani | Algeri | 3000 m siepi | Argento   | 8'35"89     |       |
| 2000 | Giochi olimpici     | Sydney | 3000 m siepi | 11º       | 8'33"07     | [ 1 ] |

## Campionati nazionali
1997
- Argento ai campionati algerini, 3000 m siepi - 8'31"46

2010
- 9º ai campionati algerini, 5000 m piani - 14'39"10
- 4º ai campionati algerini, 3000 m siepi - 8'55"41

## Altre competizioni internazionali
1998
- 11º al Memorial Van Damme ( Bruxelles), 3000 m piani - 8'11"50

1999
- 7º all'Herculis ( Monaco), 3000 m siepi - 8'14"61
- Bronzo al DN Galan ( Stoccolma), 3000 m siepi - 8'16"45
- 8º ai Bislett Games ( Oslo), 3000 m siepi - 8'21"48

2000
- 7º al Golden Gala ( Roma), 3000 m siepi - 8'17"41

2001
- 9º al Golden Gala ( Roma), 3000 m siepi - 8'20"94
- 11º all'Herculis ( Monaco), 3000 m siepi - 8'31"46